# Golf Club Norderney
Golf Club Norderney is een golfbaan op Norderney in de deelstaat Nedersaksen. De golfbaan heeft 9 holes en is de enige linksbaan van Duitsland.

## Geschiedenis
In 1922 werden drie holes aangelegd en in 1927 werd Golf Club Norderney officieel opgericht. De golfclub is een van de oudste golfclubs van Duitsland. Golf Club Norderney werd tijdens de Tweede Wereldoorlog gesloten. In 1956 werd de golfclub door Christian Sibbersen heropend en ook het clubhuis werd in 1961 heropend. In 1970 werd het nabijgelegen vliegveld verplaatst, waardoor Golf Club Norderney kon uitbreidden. Zo werden er bijvoorbeeld oefenvelden en een driving range bijgebouwd.
In 1983 kreeg de golfclub zijn eigen bestuur.

## Uitbreieding
Er zijn plannen om nog negen holes aan te leggen, waardoor Golf Club Norderney een 18 holes baan wordt. De start van de aanleg van deze holes is gepland in 2014.

## Scorekaart
| Hole   | Lengte geel (m) | Lengte rood (m) | Par | Stroke index |
| ------ | --------------- | --------------- | --- | ------------ |
| 1      | 306             | 275             | 4   | 5            |
| 2      | 408             | 365             | 5   | 9            |
| 3      | 155             | 137             | 3   | 17           |
| 4      | 426             | 412             | 5   | 7            |
| 5      | 184             | 149             | 3   | 15           |
| 6      | 319             | 276             | 4   | 1            |
| 7      | 154             | 148             | 3   | 13           |
| 8      | 530             | 465             | 5   | 3            |
| 9      | 318             | 276             | 4   | 11           |
| Totaal | 2.800           | 2.503           | 36  |              |